# Aleksander Śnieżko (poeta)
Aleksander Śnieżko (lit. Aleksandras Snežko; ur. 3 lutego 1945 r. w Poszyłajciach) – litewski literat i poeta narodowości polskiej.

## Życiorys
Ukończył polską szkołę średnią w Bujwidach. W latach 1963–1968 studiował inżynierię lotniczą w Ryskim Instytucie Lotnictwa Cywilnego. Po studiach został skierowany do pracy w Kazachstanie, później pracował na Litwie. Od 1989 roku jest Sekretarzem Sekcji Literatów Polskich przy Związku Pisarzy Litwy, a od 1999 członkiem Związku Literatów Polskich. W 2009 wraz z grupą polskich pisarzy utworzył Republikańskie Stowarzyszenie Literatów Polskich na Litwie. Działa w Stowarzyszeniu Techników i Inżynierów Polskich na Litwie oraz w wileńskim kole Związku Polaków na Litwie.

## Dorobek twórczy
Wiersze Aleksandra Śnieżki w druku po raz pierwszy ukazały się w 1985 w antologii poetyckiej "Sponad Wilii cichych fal". Autor pisze teksty piosenek dla "Kapeli Wileńskiej", "Kabaretu Wujka Mańka", zespołów estradowych "Drużbanci", "Jagielloni" i in. W jego dorobku są także przekłady z języka rosyjskiego wierszy Władimira Wysockiego "Człowiek za burtą" (1996) i "Płonące żagle" (2013). Wydał następujące tomiki wierszy:
- "Ballady i pieśni Ziemi Wileńskiej", Wilno, 1992
- "Nad Wilią", Warszawa, 1992
- "W kręgu Wilna", Zielona Góra, 1993
- "Dom pod Wilnem", Wolno, 1994
- "Człowiek za burtą", Warszawa, 1996
- "Wileński Polak", Warszawa, 1998
- "Wybór wierszy", Wilno, 2000[4]
- "W zasięgu wzroku", Wilno, 2000
- "Wilno zaprasza na bal", Koszalin, 2002
- "Iskry spod pióra", Wilno, 2004
- "Szukałem cię, Jezu", Wilno, 2013[5]
- "Równoległe Wszechświaty", Wilno, 2017
- "Świat w różowych okularach", Wilno, 2017[6]

## Odznaczenia
- Odznaka honorowa „Zasłużony dla Kultury Polskiej” (2004)
- Złoty Krzyż Zasługi (2019)[7][8]